# Eparquia de Mississauga
A Eparquia Siro-Malabar de Mississauga (Eparchia Mississauguensis) é uma eparquia pertencente a Igreja Católica Siro-Malabar, com rito Siro-Malabar no Canadá. Sua sede está localizada na cidade de Mississauga, na província de Ontário, sendo sujeita imediatamente a Santa Sé. Foi fundada em 2015 pelo Papa Francisco. Inicialmente foi fundada como sendo Exarcado Apostólico, sendo elevado a eparquia em 2018. Com uma população católica de 16.775 habitantes, possui 13 paróquias com dados de 2018.

## História
Em 6 de agosto de 2015 o Papa Francisco cria o Exarcado Apostólico do Canadá pertencente a Igreja Católica Siro-Malabar adotando o rito Siro-Malabar sendo sujeita imediatamente a Santa Sé. Em 2018 o exarco é elevado a eparquia com o nome de Eparquia de Mississauga.

## Lista de eparcas
A seguir uma lista de eparcas desde a criação do exarco em 2015, em 2018 é elevado a eparquia.
|                             | Nome                   | Período                | Notas                         |
| Eparcas de Mississauga      | Eparcas de Mississauga | Eparcas de Mississauga | Eparcas de Mississauga        |
| --------------------------- | ---------------------- | ---------------------- | ----------------------------- |
| 1º                          | Jose Kalluvelil        | 2018 -                 |                               |
| Exarca apostólico do Canadá |                        |                        |                               |
| 1º                          | Jose Kalluvelil        | 2015 - 2018            | Nomeado eparca dessa eparquia |